# Wade Miller
Wade Miller è lo pseudonimo degli scrittori statunitensi di libri gialli Robert Wade (San Diego, 8 giugno 1920 – San Diego, 30 settembre 2012) e 
H. William Miller, detto Bill (Garrett, 11 maggio 1920 – San Diego, 21 agosto 1961), .
I due autori, che in tandem hanno scritto 33 romanzi, hanno pubblicato anche sotto gli pseudonimi Will Daemer, Dale Wilmer (anagrammi di "Wade Miller") e Whit Masterson. Malgrado l'età avanzata, Wade ha continuato a scrivere una rubrica mensile di recensioni di romanzi gialli per un quotidiano di San Diego fino a pochi giorni prima della morte.
Il personaggio principale di Miller è l'investigatore privato Max Thursday, protagonista di sei romanzi. Alla morte di Miller, nel 1961, Wade continuò a scrivere con il proprio nome e lo pseudonimo Whit Masterson, firmando 13 romanzi.
I libri a nome Miller e Masterson hanno goduto di una notevole popolarità in Italia (dove Wade ha combattuto durante la seconda guerra mondiale, partecipando anche alla battaglia di Anzio), anche se attualmente vengono ristampati di rado. Uno dei migliori, secondo la critica (per esempio Julian Symons, nel suo celebre saggio Bloody Murder) è quello del loro esordio, L'arma del delitto (Romanzo), che offre una soluzione di notevole genialità.
Hanno vinto il premio Shamus alla carriera nel 1988.

## Opere

### Scritti come Wade Miller
- 1946, L'arma del delitto (Romanzo), (Deadly Weapon), stampato nel 1954 nella collana Il Giallo Mondadori con il numero 304 e ristampato nella collana Classici del Giallo con il numero 74 e con il numero 1238.
- 1947, Quattro giorni di guai, (Guilty Bystander), stampato nel 1952 nella collana Il Giallo Mondadori con il numero 168, e nella collana Classici del Giallo con il numero 382 e nella collana Omnibus.
- 1947, Donna di quadri, (Pop Goes the Queen), stampato nel 1955 nella collana Il Giallo Mondadori con il numero 341 e nella collana Classici del Giallo con il numero 32.
- 1948, Passo fatale, (Fatal Step), stampato nel 1952 nella collana Il Giallo Mondadori con il numero 180, nella collana Classici del Giallo con il numero 684 e nella collana Omnibus.
- 1948, Colpo grosso, (Uneasy Street), stampato nel 1952 nella collana Il Giallo Mondadori con il numero 19, nella collana Classici del Giallo con il numero 732 e nella collana Omnibus.
- 1949, Caccia alla spia, (Devil on Two Sticks), stampato nel 1953 nella collana Il Giallo Mondadori con il numero 243 e con il titolo La scelta del killer, (Killer's Choice), stampato nel 2002 nella collana Robin Edizioni.
- 1950, La fiera delle calamità, (Calamity Fair), stampato nel 1955 nella collana Il Giallo Mondadori con il numero 309, nella collana Classici del Giallo con il numero 699 e nella collana Omnibus.
- 1950,Allarme a San Diego, (Murder Charge), stampato nel 1954 nella collana Il Giallo Mondadori con il numero 299 e nella collana Omnibus.
- 1950, Donna rubata, (Stolen Woman), stampato nel 1953 nella collana Il Giallo Mondadori con il numero 231 e nella collana Classici del Giallo Economici.
- 1950, Il segno del pavone, (Devil May Care), stampato nel 1954 nella collana Il Giallo Mondadori con il numero 277 e nella collana Classici del Giallo con il numero 628.
- 1951, Uomo bianco non vivrai, (The Killer), stampato nel 1954 nella collana Il Giallo Mondadori con il numero 270.
- 1951, Sparate a vista, (Shoot to Kill), stampato nel 1953 nella collana Il Giallo Mondadori con il numero 235 e nella collana Omnibus.
- 1951, La donna del giaguaro, (The Tiger's Wife), stampato nel 1954 nella collana Il Giallo Mondadori con il numero 261 e nella collana Classici del Giallo con il numero 158.
- 1952, Il marchio sulla fronte, (Branded Woman), stampato nel 1956 nella collana Biblioteca Economica Mondadori Il Girasole con il numero 55.
- 1953, I bassifondi di Hollywood, (The Big Guy), stampato nel 1954 nella collana Biblioteca Economica Mondadori Il Girasole con il numero 12.
- 1953, A sud del sole, (South of the Sun), stampato nel 1962 nella collana I Libri del Pavone con il numero 312.
- 1955, Mad Baxter
- 1956, Troppo bella per vivere, (Kiss Her Goodbye), stampato nel 1958 nella collana Il Giallo Mondadori con il numero 492.
- 1959, La gatta con la frusta, (Kitten with a Whip), stampato nel 1960 nella collana Gialli Ponzoni con il numero 33.
- 1960, L'ora del sicario, (Sinner Take All), stampato nel 1962 nella collana Segretissimo Mondadori con il numero 5 e ristampato nel 1975 nella collana I Capolavori di Segretissimo con il numero 13.
- 1961, Crociera dell'incubo, (Nightmare Cruise), stampato nel 1966 nella collana Il Giallo Mondadori con il numero 900.
- 1962, La donna di mezzanotte, (The Girl from Midnight, riscrittura di The Case of the Lonely Lovers), stampato nel 1966 nella collana Il Giallo Mondadori con il numero 906.

### Scritto come Will Daemer
- 1951, The Case of the Lonely Lovers (edizione condensata del romanzo inedito With a Vengeance. The Case of the Lonely Lovers sarà poi riscritto nel 1962 e pubblicato, a nome Wade Miller, come The Girl from Midnight).

### Scritti come Dale Wilmer
- 1951, Intestazione: omicidio, (Memo for Murder), stampato nel 1956 nella collana Il Giallo Mondadori con il numero 370.
- 1954, Colpo di maglio, (Dead Fall), stampato nel 1956 nella collana Il Giallo Mondadori con il numero 366 e nella collana Classici del Giallo con il numero 136.
- 1954, Giungla di fuoco, (Jungle Heat), stampato nel 1958 nella collana Biblioteca Economica Mondadori Il Girasole con il numero 100 e nella collana Classici del Giallo con il numero 235.

### Scritti come Whit Masterson
- 1955, Il bruto e le notti, (All through the Night), stampato nel 1957 nella collana Il Giallo Mondadori con il numero 447.
- 1955, Morta era bella, (Dead, She Was Beautiful), stampato nel 1956 nella collana Il Giallo Mondadori con il numero 390.
- 1956, Contro tutti, (Badge of Evil), stampato nel 1956 nella collana Il Giallo Mondadori con il numero 417 e stampato nella collana Classici del Giallo con il numero 67.
- 1957, La forza del diavolo, (A Shadow in the Wild), stampato nel 1958 nella collana Il Giallo Mondadori con il numero 495.
- 1960, Il terrore non lascia orme, (The Dark Fantastic), stampato nel 1959 nella collana Il Giallo Mondadori con il numero 568.
- 1960, La città in agguato, (A Hammer in His Hand), stampato nel 1961 nella collana Il Giallo Mondadori con il numero 643.
- 1961, Pentagramma in nero, (Evil Come, Evil Go), stampato nel 1963 nella collana Il Giallo Mondadori con il numero 736.
- 1963, Il drago bianco, (The Man on a Nylon String), stampato nel 1964 nella collana Il Giallo Mondadori con il numero 817.
- 1964, 4K2 agente chiede aiuto, ( 711 - Officer Needs Help), stampato nel 1967 nella collana Il Giallo Mondadori con il numero 970.
- 1967, Giochiamo a morire, (Play Like You're Dead), stampato nel 1969 nella collana Il Giallo Mondadori con il numero 1042.
- 1969, ...e l'ultima uccide, (The Last One Kills), stampato nel 1971 nella collana Il Giallo Mondadori con il numero 1155.
- 1970, The Death of Me Yet
- 1971, Il treno della cuccagna, (The Gravy Train), stampato nel 1975 nella collana Il Giallo Mondadori con il numero 1381.
- 1972, Spia d'infiltrazione, (Why She Cries, I Don't Know), stampato nel 1974 nella collana Segretissimo con il numero 519.
- 1973, Il vento del becchino, (The Undertaker Wind), stampato nel 1974 nella collana Il Giallo Mondadori con il numero 1344.
- 1974, L'uomo con due orologi, (The Man with Two Clocks), stampato nel 1979 nella collana Segretissimo con il numero 828.
- 1977, Ladri di morte, (Hunter of the Blood), stampato nel 1978 nella collana Segretissimo con il numero 782.
- 1979, A forca lenta, (The Slow Gallows), stampato nel 1981 nella collana Il Giallo Mondadori con il numero 1667.

### Scritti come Robert Wade
- 1965, The Stroke of Seven
- 1969, Knave of Eagles